# Juan Ignacio Ramírez
Juan Ignacio Ramírez Polero (Mercedes, 1 de fevereiro de 1997) é um futebolista uruguaio que atua como centroavante. Atualmente, joga pelo Sport, emprestado pelo Newell's Old Boys.

## Carreira

### Início
Na sua infância, Ignacio jogou no Club Asencio, depois no Con Los Mismos Colores, times de sua cidade natal Mercedes.

### Liverpool de Montevidéu
Em 2011, chegou nas categorias de base do Liverpool de Montevidéu. Em 2016, após obter ter sucesso no Sub-20, Ignacio Ramírez foi promovido para o profissional pelo técnico Gabriel Oroza. Estreou em 21 de fevereiro de 2016, com a camisa 24, contra o Juventud em uma derrota por 3-1, na Primera División. Marcou seu primeiro gol no 12 de março de 2017, em uma derrota por 3-1 contra o Boston River, na Primera División.
No dia 7 de fevereiro de 2019, marcou o gol da vitória sobre o Bahia no placar de 1-0 na Copa Sulamericana 2019. No dia 16 de novembro, Ignacio marcou o gol de empate contra o Danubio na virada por 2-1 da décima segunda rodada da Primera División. Apesar de ser reserva, Ramírez marcou 23 gols na temporada daquele ano.
Em 2 de fevereiro de 2020, foi campeão da Supercopa do Uruguai 2020.

### Saint-Étienne
Em 31 de agosto de 2021, foi emprestado ao Saint-Étienne por uma temporada. Fez a sua estreia pelo clube francês em 12 de setembro de 2021, na derrota por 2-0 contra o Montpellier, pela Ligue 1 2021–22.

### Nacional
Em 20 de janeiro de 2022, foi emprestado para o Nacional até o fim da temporada. Estreou com a camisa do clube uruguaio em 6 de fevereiro, contra o Deportivo Maldonado, no Estádio Gran Parque Central. Marcou seus dois primeiros gols em 28 de maio, na vitória por 3-0 contra o Cerrito. Em 30 de outubro, foi campeão do Campeonato Uruguaio 2022. Em 2 de janeiro de 2023, foi adquirido em definitivo por 1,4 milhões de euros.[carece de fontes?]

### Newell's Old Boys
Em 19 de janeiro de 2024, foi anunciado pelo Newell's Old Boys com contrato até 2027. O clube argentino adquiriu 80% dos direitos do atleta. Fez a sua estreia com a camisa do Newell's no dia 25 de janeiro de 2024, na vitória por 1-0 contra o Central Córdoba pela Copa da Liga Profissional 2024.

### Sport
Em 12 de julho de 2025, o Sport oficializou a contratação do uruguaio. O jogador chega por empréstimo junto ao Newell’s Old Boys, da Argentina, com vínculo válido até junho de 2026.

## Seleção Uruguaia
Ramírez é um ex-jogador de base da seleção uruguaia. Fez parte da seleção do Uruguai que chegou às semifinais nos Jogos Pan-Americanos 2019. Em 29 de dezembro de 2019, o técnico da seleção uruguaia sub-23, Gustavo Ferreyra, convocou Ramírez na seleção final de 23 jogadores para o Torneio Pré-Olímpico Sul-Americano Sub-23 2020.

## Estatísticas
| Clube                   | Temporada         | Campeonato Nacional | Campeonato Nacional | Campeonato Nacional | Copa Nacional | Copa Nacional | Campeonato Continental | Campeonato Continental | Outros campeonatos | Outros campeonatos | Total | Total |
| Clube                   | Temporada         | Divisão             | Jogos               | Gols                | Jogos         | Gols          | Jogos                  | Gols                   | Jogos              | Gols               | Jogos | Gols  |
| ----------------------- | ----------------- | ------------------- | ------------------- | ------------------- | ------------- | ------------- | ---------------------- | ---------------------- | ------------------ | ------------------ | ----- | ----- |
| Liverpool de Montevidéu | 2015–16           | Primera División    | 9                   | 0                   | –             | –             | –                      | –                      | –                  | –                  | 9     | 0     |
| Liverpool de Montevidéu | 2016              | Primera División    | 8                   | 0                   | –             | –             | –                      | –                      | –                  | –                  | 8     | 0     |
| Liverpool de Montevidéu | 2017              | Primera División    | 30                  | 12                  | –             | –             | 1                      | 1                      | –                  | –                  | 31    | 13    |
| Liverpool de Montevidéu | 2018              | Primera División    | 35                  | 11                  | –             | –             | –                      | –                      | –                  | –                  | 35    | 11    |
| Liverpool de Montevidéu | 2019              | Primera División    | 33                  | 22                  | –             | –             | 4                      | 1                      | 1                  | 1                  | 38    | 24    |
| Liverpool de Montevidéu | 2020              | Primera División    | 7                   | 5                   | –             | –             | 0                      | 0                      | –                  | –                  | 7     | 5     |
| Total na carreira       | Total na carreira | Total na carreira   | 122                 | 50                  | 0             | 0             | 5                      | 2                      | 1                  | 1                  | 128   | 53    |

## Títulos

#### Liverpool de Montevidéu
- Supercopa Uruguaya: 2020

Nacional
- Campeonato Uruguaio: 2022